# Ентропион (ветерина)
Ентропион представља увртање очног капка животиња према унутра. Ово се најчешће дешава са доњим капком. Иритира површину ока и временом може да изазове оштећење вида. Ова болест је насљедна болест код паса и насљеђује се преко неколико гена. Човјек је, приликом селекција паса због других особина, као што су буљаве очи и/или велики број набора на кожи главе, створио или у најбољем случају погоршао проблем код многих врста.

## Расе које могу имати ентропион ока
Овај проблем је изражен код многих врста.
- Највише је изражен код мастифа, булмастифа, шар пеја, бернандинца, њуфаундлендског пса и чау чауа.
- Понекад се појављује код аките, америчког стафордског теријера, пекинезера, булдога, јапанског чина, ши цуа, јоркширског теријера, стафордског теријера, далматинера, ротвајлера, сибирског хаскија, мађарске вижле, вајмарског птичара, мале пудле, шпанијела (кламбер шпанијела, енглеског кокер шпанијела, америчког кокер шпанијела, енглеског спрингер шпанијела, тибетског шпанијела), гордон сетера, и ретривера (златног ретривера и лабрадор ретривера)

## Шта ентропион значи за пса и његовог власника
Проблем је евидентан и прије напуњене прве године живота. Због нелагодности коју изазива ова болест, пас повећано сузи и око постаје разроко. Такође, пас може бити осјетљив на свјетлост и трљати око. 
Пси којима је хируршким путем коригован капак због ентропиона, не могу бити изложени на изложбама.

## Како се дијагностикује
Увртање очног капка је очито. Најчешће су овим захваћена оба ока. У зависности од степена, као и дужине иритације, појављује се повећана очна суза, разрокост као и могућа оштећења површине ока. 

## Како се ентропион третира
Ентропион се исправља једино хируршким путем. Ако је могуће, најбоље је одложити операцију док пас не одрасте, пошто се структура лица код младих паса још увијек мијења и расте.
Могуће је да ће бити потребно више од једне операције. Боље је ентропион поправљати мало по мало како не би изазвали ектропион (извртање очног капка споља). Код раса као што је чау чау, сигурно је потребно неколико операција.

## Савјет одгајивача
Ентропион је једна од болести која је узрокована директно од стране одгајивача и због потражње за набораном кожом лица код изложбених примјерака одређених раса. Одговорним одгајивачким програмима се бирају животиње за расплод, које имају нормалан изглед главе, како би се избјегле претјерани набори на кожи и проблеми везани са њима.